# Bundesstraße 26a
Pour les articles homonymes, voir Route 26A.
La Bundesstraße 26a est une Bundesstraße du Land de Bavière.

## Géographie
La B 26a relie l'échangeur autoroutier Schweinfurt/Werneck en tant que prolongement de la Bundesautobahn 70 avec la Bundesstraße 26 près d'Arnstein.
Selon le Plan fédéral d'infrastructure de transport 2030, le B 26a sera intégré à la Bundesstraße 26n en tant que premier tronçon, qui doit être relié à l'A 3 à l'échangeur autoroutier de Helmstadt.

## Source
- (de) Cet article est partiellement ou en totalité issu de l’article de Wikipédia en allemand intitulé « Bundesstraße 26a » (voir la liste des auteurs).

1. ↑  (de) « Erneuerung der Fahrbahn auf der B 26 a – Arnstein bis Kreuz Werneck », sur Arrondissement de Main-Spessart, 2022 (consulté le 23 novembre 2022)